# Brassia jipijapensis
Brassia jipijapensis är en orkidéart som beskrevs av Dodson och Norris Hagan Williams. Brassia jipijapensis ingår i släktet Brassia och familjen orkidéer. Inga underarter finns listade i Catalogue of Life.